# Oh My Guild!
Oh My Guild! släpptes i november 2006 och är bandet The Guilds debutplatta.

## Låtlista
1. One of your dreams 
2. The man who couldn't learn 
3. Bob the Builder killed Prince Jones
4. Hey Now!
5. Scandinavia (The Festival High)
6. Always keep our heads up high
7. Klara's Waltz
8. The vintage war of Finland
9. Don't Talk
10. Boeves Psalm (cover av Lars Hollmers verk)

Två av låtarna på albumet har även släppts som singlar:
- One of your dreams - b-sida: Siblingless hood of man
- The man who couldn't learn - b-sida: Time for Heroes